# Kaja Bentzel
Karin "Kaja" Margareta Bentzel, född 17 februari 1914 i Göteborg, död 18 maj 2003 i Lerum, var en svensk målare och textilkonstnär.
Hon var dotter till godsägaren Hjalmar Bentzel och Ebba Rydman. Bentzel studerade vid Högre konstindustriella skolan i Stockholm 1941–1945 och för Nils Nilsson vid Valands målarskola i Göteborg samt under studieresor till Sydfrankrike och Paris. Separat ställde hon ut på Galleri Aveny i Göteborg 1949 samt på Welamsons konstgalleri i Stockholm 1950 och hon medverkade i samlingsutställningar på Göteborgs konsthall. Bland hennes offentliga arbeten märks en stor väggmålning i Aspenkyrkan i Lerum. Hennes konst består av stilleben, figurer, porträtt och landskapsmålningar från västkusten och Ångermanland i olja eller pastell samt textilkompositioner.